# Цвет Фехнера

Образец диска Бенхама

Цветовой эффект Фехнера — это иллюзия цвета, наблюдаемая при взгляде на некоторые, быстро меняющиеся или движущиеся чёрно-белые узоры. Их также называют цветами мерцания, вызванными узором (англ. PIFC).
Эффект чаще всего демонстрируется с помощью устройства, известного как волчок Бенхама (также называемого диском Бенхама). Когда верхняя часть вращается, дуги бледного цвета видны в разных местах диска, образующего его верхнюю поверхность. Эффект также можно увидеть в стробоскопических источниках света, когда вспышки настроены на определённую критическую скорость. Вращающиеся лопасти вентилятора, особенно алюминиевые, также могут продемонстрировать этот эффект; когда вентилятор ускоряется или замедляется, цвета появляются, смещаются, меняются и исчезают. Стабильная скорость вращения вентилятора (обычно) не даёт цвета, что говорит о том, что это не влияет на частоту мерцания подсветки.
Эффект был отмечен Густавом Фехнером и Германом фон Гельмгольцем и распространился среди англоговорящих через изобретение Чарльзом Бенхэмом своего волчка. Флоренс Уингер Бэгли, была одним из первых исследователей этого явления.
Механизм восприятия цвета Фехнера до конца не изучен. Одна из возможных причин, по которой люди видят цвета, может заключаться в том, что цветовые рецепторы человеческого глаза по-разному воспринимают красный, зелёный и синий цвета. Или, более конкретно, латентность центра и окружающих механизмов различается для разных типов цветоспецифичных ганглиозных клеток.
Это явление возникает из-за нейронной активности сетчатки и пространственных взаимодействий в первичной зрительной коре, которая играет роль в кодировании низкоуровневых функций изображения, таких как границы и пространственно-временные частотные компоненты. Исследования показывают, что процесс сине-жёлтого оппонента объясняет все различные PIFC.
Верхняя часть волчка и другие PIFC исследуются для использования в качестве диагностического инструмента для заболеваний глаз и зрительного пути. Он показал себя особенно многообещающим при обнаружении неврита зрительного нерва.

## Волчок Бенхэма
Волчок Бенхэма назван в честь английского газетчика, учёного-любителя и производителя игрушек Чарльза Бенхэма, который в 1895 году продал волчок, раскрашенный указанным узором. Бенхам был вдохновлён распространением цветового эффекта Фехнера через свою верхнюю одежду[прояснить] после его переписки с Густавом Теодором Фехнером, который наблюдал и демонстрировал указанный эффект. Волчок Бенхэма позволил носителям английского языка узнать о цветовом эффекте Фехнера, оригинальные отчёты Фехнера о котором были написаны на немецком языке.